# Ordosipterus planignathus
Ordosipterus planignathus es una especie de pterosaurio pterodactiloideo del género Ordosipterus, que vivió durante el Aptiano de China. Fue descrito por Ji Shuan en 2020. Está clasificado dentro de los Dsungaripteridae, pterosaurios que poseían un pico casi desdentado que habitaron Asia y América del Sur.

## Etimología
El nombre del género consta de Ordos, en referencia a la región de Ordos, Mongolia Interior, China, y pterus, del griego que significa 'ala'. El epíteto planignathus, consta de plani (griego antiguo), que significa 'plano' y gnathus, del latín que significa 'mandíbula'.

## Descripción
O. planignathus se basa en el holotipo IG V13-011, el cual consta de unas mandíbulas inferiores articuladas, pero incompletas. Sus restos se hallaron en depósitos de la formación Luohandong, del grupo Zhidan, en la cuenca Ordos. Esta formación geológica data del Aptiano-Albiano (Cretácico inferior).
O. planignathus se distingue de otros Dsungaripteridae por tener una dentaria ancha y baja detrás de la sínfisis mandibular, una cresta mediana ventral presente en la porción media de la sínfisis, un dentario plano dorsal que forma la cresta lateral, alvéolos inferiores dispuestos a lo largo del margen dentario dorso-lateral con un amplio espacio que aumenta de rostral a caudal, la distancia entre dos alvéolos adyacentes es de aproximadamente 1.5 veces a 3 veces el diámetro rostro-caudal del alvéolo frontal.

## Clasificación
Se lo clasifica a Dsungaripteridae por tener alvéolos expandidos de forma bulbosa en la mandíbula inferior.

## Dieta
Aunque se desconoce su dieta, se sugiere que los pterosaurios Dsungaripteridae más completos y conocidos como Dsungaripterus y Noripterus, pudieron alimentarse de (además de peces) conchas y gusanos, usando su pico casi desdentado en forma de punta para así romper las conchas y O. planignathus pudo tener una dieta muy similar al de sus taxones hermanos.  Además, Dsungaripterus y Noripterus vivieron en un ecosistema muy similar al de O. planignathus, o sea, lagos de tierra adentro. Esto se sabe por la evidencia de cocodrilos y coristoderos en la cuenca Ordos.

## Paleoecología
O. planignathus habitó lo que hoy es la formación Luohandong, la cual forma parte del grupo Zhidan, en la cuenca Ordos, Mongolia interior. Coexistió con el ceratopsiano Psittacosaurus, el cual es el animal más común del grupo Zhidan, coristoderos como Ikechosaurus y Eotomistoma, el Crocodyliformes Shantungosuchus, el Stegosauridae Wuerhosaurus, tortugas de la familia Sinemydidae, cocodrilos, saurópodos, anquilosaurianos, mamíferos y Enantiornithes. También se menciona de una tibia casi completa de un terópodo.